# Бетел (переписна місцевість, Вермонт)
Бетел (англ. Bethel) — переписна місцевість (CDP) в США, в окрузі Віндзор штату Вермонт. Населення — 670 осіб (2020).

## Географія
Бетел розташований за координатами 43°49′28″ пн. ш. 72°38′17″ зх. д. / 43.82444° пн. ш. 72.63806° зх. д. (43.824380, -72.638171).  За даними Бюро перепису населення США в 2010 році переписна місцевість мала площу 4,25 км², з яких 4,13 км² — суходіл та 0,12 км² — водойми.

## Демографія
Згідно з переписом 2010 року, у переписній місцевості мешкало 569 осіб у 262 домогосподарствах у складі 145 родин. Густота населення становила 134 особи/км².  Було 298 помешкань (70/км²).
Расовий склад населення:
| - 96,1 % — білих - 1,1 % — чорних або афроамериканців - 0,7 % — азіатів |

До двох чи більше рас належало 2,1 %. Частка іспаномовних становила 0,7 % від усіх жителів.
За віковим діапазоном населення розподілялося таким чином: 23,4 % — особи молодші 18 років, 59,9 % — особи у віці 18—64 років, 16,7 % — особи у віці 65 років та старші. Медіана віку мешканця становила 39,1 року. На 100 осіб жіночої статі у переписній місцевості припадало 87,2 чоловіків;  на 100 жінок у віці від 18 років та старших — 87,1 чоловіків також старших 18 років.
Середній дохід на одне домашнє господарство  становив 54 499 доларів США (медіана — 49 750), а середній дохід на одну сім'ю — 57 937 доларів (медіана — 53 375). За межею бідності перебувало 17,9 % осіб, у тому числі 13,9 % дітей у віці до 18 років та 0,0 % осіб у віці 65 років та старших.
Цивільне працевлаштоване населення становило 290 осіб. Основні галузі зайнятості: освіта, охорона здоров'я та соціальна допомога — 26,2 %, виробництво — 21,4 %, роздрібна торгівля — 18,3 %.